# Opowieści o państwach
Opowieści o państwach (pinyin Gúoyǔ; chin. trad.: 國語; chin. upr.: 国语) – chiński traktat historyczno-polityczny z IV w. p.n.e., zawierający opis wydarzeń w poszczególnych księstwach, na które były wówczas rozbite Chiny. Ze względu na podobieństwo do Przekazów Zuo, za autora uznaje się czasami Zuo Qiuminga. Dzieło jest uważane za pierwszą chińską powieść historyczną.